# Final de la Copa de Oro de la Concacaf 1998

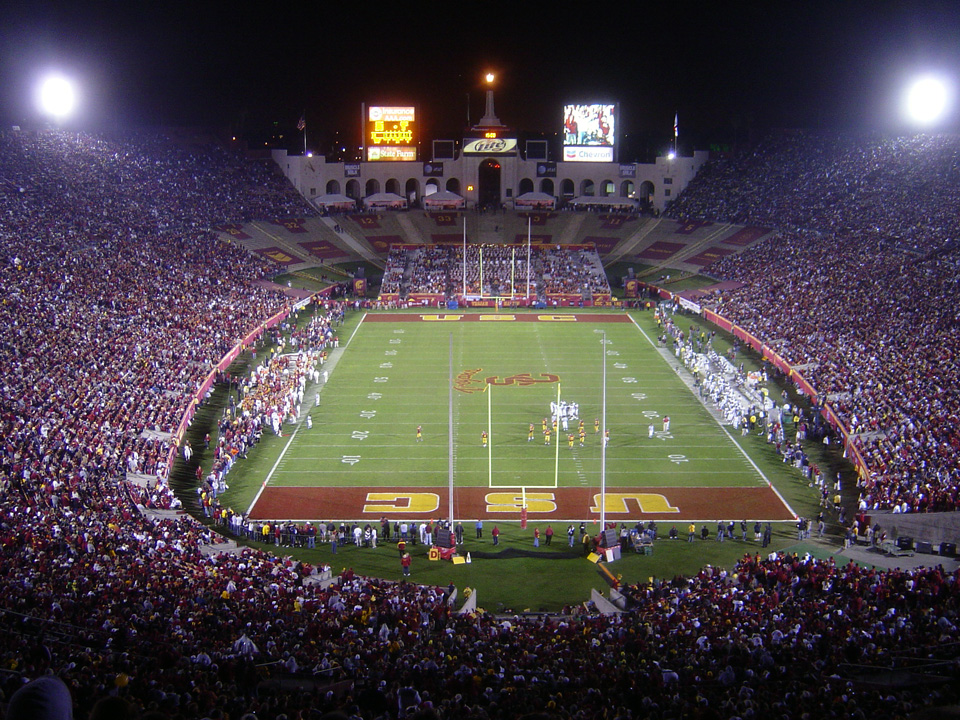
El Los Angeles Memorial Coliseum fue la sede de la final del torneo.

La final de la Copa de Oro de la Concacaf de 1998 se disputó en el Los Angeles Memorial Coliseum el 15 de febrero de 1998. Los equipos que llegaron al encuentro decisivo fueron la selección local Estados Unidos y la selección de México. Esta fue la segunda final en la que ambas escuadras se enfrentaron por el título de la Concacaf. La ocasión anterior fue en 1993 donde los mexicanos obtuvieron el triunfo.

## Enfrentamiento
| Bandera de Estados Unidos | vs. | Bandera de México |
| Estados Unidos 0          | vs. | México 1          |
| ------------------------- | --- | ----------------- |

## Camino a la final
| Equipo         | Pts. | PJ | PG | PE | PP | GF | GC | Dif |
| -------------- | ---- | -- | -- | -- | -- | -- | -- | --- |
| Estados Unidos | 6    | 2  | 2  | 0  | 0  | 5  | 1  | 4   |
| Costa Rica     | 3    | 2  | 1  | 1  | 0  | 8  | 4  | 4   |
| Cuba           | 0    | 2  | 0  | 0  | 2  | 2  | 10 | -8  |

| Equipo            | Pts. | PJ | PG | PE | PP | GF | GC | Dif |
| ----------------- | ---- | -- | -- | -- | -- | -- | -- | --- |
| México            | 6    | 2  | 2  | 0  | 0  | 6  | 2  | 4   |
| Trinidad y Tobago | 3    | 2  | 1  | 0  | 1  | 5  | 5  | 0   |
| Honduras          | 0    | 2  | 0  | 0  | 2  | 1  | 5  | -4  |

## Partido
| 18         | Guardameta     | Kasey Keller   |     |
| 2          | Defensa        | Frankie Hejduk | 76' |
| 3          | Defensa        | Eddie Pope     |     |
| 4          | Defensa        | Mike Burns     |     |
| 12         | Defensa        | Jeff Agoos     |     |
| 22         | Defensa        | Alexi Lalas    | 82' |
| 6          | Centrocampista | John Harkes    |     |
| 7          | Centrocampista | Roy Wegerle    | 46' |
| 13         | Centrocampista | Cobi Jones     |     |
| 9          | Delantero      | Joe-Max Moore  |     |
| 11         | Delantero      | Eric Wynalda   |     |
| Entrenador | Entrenador     | Steve Sampson  |     |

| 1          | Guardameta     | Oscar Pérez       |     |
| 2          | Defensa        | Claudio Suárez    |     |
| 4          | Defensa        | Germán Villa      |     |
| 5          | Defensa        | Duilio Davino     |     |
| 18         | Defensa        | Salvador Carmona  |     |
| 7          | Centrocampista | Ramón Ramírez     | 86' |
| 10         | Centrocampista | Javier Lozano     | 56' |
| 13         | Centrocampista | Pável Pardo       |     |
| 14         | Centrocampista | Roberto Medina    | 67' |
| 11         | Delantero      | Cuauhtémoc Blanco |     |
| 15         | Delantero      | Luis Hernández    |     |
| Entrenador | Entrenador     | Manuel Lapuente   |     |

| 14 | Delantero      | Preki Radosavljevic | 46' |
| 21 | Centrocampista | Claudio Reyna       | 76' |
| 20 | Delantero      | Brian McBride       | 82' |

| 8 | Centrocampista | Braulio Luna   | 56' |
| 6 | Centrocampista | Raúl Lara      | 67' |
| 9 | Delantero      | Enrique Alfaro | 86' |

| Anotado | 43' | Luis Hernández | 0-1 |

| Árbitro | Ramesh Ramdhan |

| 18         | Guardameta     | Kasey Keller   |     |
| 2          | Defensa        | Frankie Hejduk | 76' |
| 3          | Defensa        | Eddie Pope     |     |
| 4          | Defensa        | Mike Burns     |     |
| 12         | Defensa        | Jeff Agoos     |     |
| 22         | Defensa        | Alexi Lalas    | 82' |
| 6          | Centrocampista | John Harkes    |     |
| 7          | Centrocampista | Roy Wegerle    | 46' |
| 13         | Centrocampista | Cobi Jones     |     |
| 9          | Delantero      | Joe-Max Moore  |     |
| 11         | Delantero      | Eric Wynalda   |     |
| Entrenador | Entrenador     | Steve Sampson  |     |

| 1          | Guardameta     | Oscar Pérez       |     |
| 2          | Defensa        | Claudio Suárez    |     |
| 4          | Defensa        | Germán Villa      |     |
| 5          | Defensa        | Duilio Davino     |     |
| 18         | Defensa        | Salvador Carmona  |     |
| 7          | Centrocampista | Ramón Ramírez     | 86' |
| 10         | Centrocampista | Javier Lozano     | 56' |
| 13         | Centrocampista | Pável Pardo       |     |
| 14         | Centrocampista | Roberto Medina    | 67' |
| 11         | Delantero      | Cuauhtémoc Blanco |     |
| 15         | Delantero      | Luis Hernández    |     |
| Entrenador | Entrenador     | Manuel Lapuente   |     |

| 14 | Delantero      | Preki Radosavljevic | 46' |
| 21 | Centrocampista | Claudio Reyna       | 76' |
| 20 | Delantero      | Brian McBride       | 82' |

| 8 | Centrocampista | Braulio Luna   | 56' |
| 6 | Centrocampista | Raúl Lara      | 67' |
| 9 | Delantero      | Enrique Alfaro | 86' |

| Anotado | 43' | Luis Hernández | 0-1 |

| Árbitro | Ramesh Ramdhan |

|                   |
| Bandera de México |
| Campeón México    |
| 6.to título       |